# Лазюк, Андрей Владимирович
Андрей Владимирович Лазюк (1928—1990) — машинист горного комбайна шахтоуправления комбината «Краснодонуголь».   Герой Социалистического Труда.

## Биография
Родился в 1928 году в крестьянской семье села Великая Липа Несвижского района Минской области Белорусской ССР. В 1948 году приехал  в город Краснодон, где окончив школу фабрично-заводского обучения (ФЗО), получил специальность для работы шатёром-забойщика.  
Трудовую деятельность начал забойщиком шахты имени Молодой гвардии, затем – после окончании курса обучения получил квалификацию машиниста врубмашины. Приобретя достаточный навык, стал добиться успеха, ежедневно выполняя норму на 110–120 процентов, за что в апреле 1957 года был ордена «Знак Почёта».  Затем – стал машинистом горного комбайна, оставаясь работником шахтоуправления имени Молодой гвардии треста «Краснодонуголь» комбината «Донбассантрацит» Минуглепрома УССР. 
Указом Президиума Верховного Совета СССР от 29 июня 1966 года за выдающиеся заслуги в выполнении заданий семилетнего плана по развитию угольной и сланцевой промышленности и достижение высоких технико-экономических показателей в работе Лазюку Андрею Владимировичу присвоено звание Героя Социалистического Труда с вручением ордена Ленина и золотой медали «Серп и Молот».
До выхода на пенсию работал на шахте им. Молодой гвардии, оставаясь передовиком производства.  Многие годы являлся наставником рабочей молодёжи.

## Награды и звания
- 1957 — орден  «Знак Почета»  (26.04.1957),
- 1966 — ордена Ленина (29.06.1966),
- 1971 — орден Трудового Красного Знамени (30.03.1971);
- 1963 — удостоен звания  Почётный шахтер.